# Palpada vinetorum
Palpada vinetorum är en tvåvingeart som först beskrevs av Fabricius 1799.  Palpada vinetorum ingår i släktet Palpada och familjen blomflugor. Inga underarter finns listade i Catalogue of Life.